# Cochamó Airport
Cochamó Airport är en flygplats i Chile.   Den ligger i provinsen Provincia de Llanquihue och regionen Región de Los Lagos, i den södra delen av landet, 900 km söder om huvudstaden Santiago de Chile. Cochamó Airport ligger 103 meter över havet.
Terrängen runt Cochamó Airport är huvudsakligen bergig, men den allra närmaste omgivningen är kuperad. Havet är nära Cochamó Airport söderut. Trakten runt Cochamó Airport är nära nog obefolkad, med mindre än två invånare per kvadratkilometer..
I omgivningarna runt Cochamó Airport växer i huvudsak blandskog.